# Euoplos ornatus
Espèce
Synonymes
- Albaniana ornata Rainbow & Pulleine, 1918
- Armadalia ornata Rainbow & Pulleine, 1918
- Bancroftiana speciosa Rainbow & Pulleine, 1918

Euoplos ornatus est une espèce d'araignées mygalomorphes de la famille des Idiopidae.

## Distribution
Cette espèce est endémique du Queensland en Australie.

## Publication originale
- Rainbow & Pulleine, 1918 : Australian trap-door spiders. Records of the Australian Museum, vol. 12, p. 81-169 (texte intégral).